# Coi thường

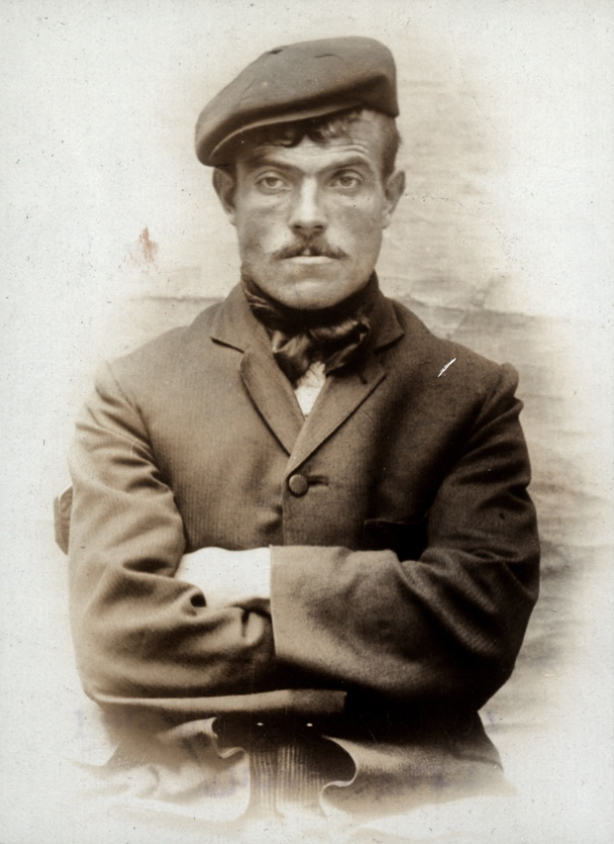
Bức ảnh này của Thomas Ward, bị bắt vì ăn cắp một đồng tiền, có thể được xem là thể hiện sự khinh miệt.

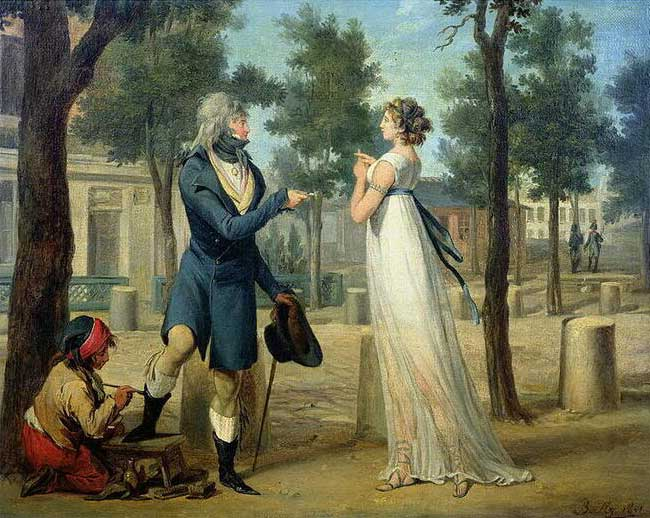
Một bức tranh của Louis-Léopold Boilly (khoảng năm 1797). Người phụ nữ đã được giải thích là một cô gái điếm (người đang coi thường số tiền không đầy đủ được người đàn ông thời trang đang được đánh giày ở bên trái tặng cho).

Coi thường, khinh miệt, khinh bỉ hoặc khinh thường là một mô hình của thái độ và hành vi, thường đối với một cá nhân hoặc một nhóm, nhưng đôi khi đối với một ý thức hệ, có đặc điểm của sự ghê tởm và tức giận. Nó được phân loại là một trong số bảy cảm xúc cơ bản: khinh thường, tức giận, ghê tởm, sợ hãi, hạnh phúc, buồn bã và bất ngờ của Paul Ekman. Robert C. Solomon đặt sự khinh thường vào cùng một phổ liên tục như sự oán giận và tức giận, và ông lập luận rằng sự khác biệt giữa ba cảm xúc này là sự oán giận là sự tức giận hướng đến một cá nhân có địa vị cao hơn; sự tức giận hướng đến một cá nhân có địa vị bình đẳng; và khinh miệt là sự tức giận hướng đến một cá nhân có địa vị thấp hơn. 

## Bối cảnh văn hóa

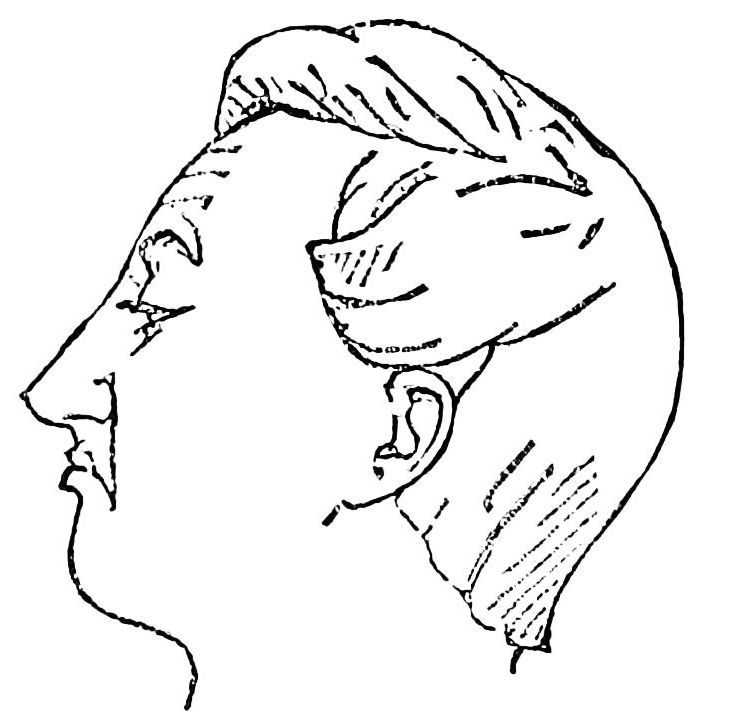
Vẻ mặt cho thấy sự coi thường

Ekman và Friesen (1986) đã xác định một biểu hiện trên khuôn mặt cụ thể mà các nhà quan sát trong mười nền văn hóa khác nhau, cả phương Tây và không phương Tây, đồng ý báo hiệu sự khinh miệt. Trong nghiên cứu này, công dân của West Sumatra, Indonesia, đã được đưa ra những bức ảnh của các dân tộc Mỹ, Nhật Bản và Indonesia. Khả năng của họ để phân loại một số biểu hiện trên khuôn mặt là sự khinh miệt so với cảm xúc chính của sự tức giận, ghê tởm, hạnh phúc, buồn bã, sợ hãi hoặc bất ngờ cho thấy trên khắp các nền văn hóa, sự khinh miệt chung được hiểu theo cách phổ biến (với mức độ đồng thuận tương đương 75%). Một biểu hiện trong đó khóe môi bị siết chặt và hơi nhô lên ở một bên mặt (hoặc mạnh hơn một bên so với bên kia) báo hiệu sự khinh miệt. Nghiên cứu này cho thấy sự khinh miệt, cũng như biểu hiện ra bên ngoài của sự khinh miệt, có thể được chỉ ra trên các dân tộc phương Tây và phi phương Tây khi tương phản với các cảm xúc chính khác.

## Nét đặc trưng
Paul Ekman, một nhà tâm lý học được công nhận rộng rãi, đã tìm thấy sáu cảm xúc được công nhận trên toàn cầu: tức giận, ghê tởm, sợ hãi, vui mừng, buồn bã và bất ngờ. Những phát hiện về sự khinh miệt ít rõ ràng hơn, mặc dù có ít nhất một số bằng chứng sơ bộ cho thấy cảm xúc này và biểu hiện của nó được công nhận trên toàn cầu. Trong những năm 1990, Ekman đề xuất một danh sách cảm xúc mở rộng, lần này bao gồm cả sự khinh miệt.